# غراهام أتكينسون (لاعب كريكت)
غراهام أتكينسون (29 مارس 1938 في المملكة المتحدة - 12 نوفمبر 2015) (بالإنجليزية: Graham Atkinson)‏ هو لاعب كريكت بريطاني. لعب مع نادي مقاطعة لانكشر للكريكت ‏ ونادي مقاطعة سومرست للكريكت ‏.

## وصلات خارجية
- غراهام أتكينسون على موقع إي آس بي آن كريك إنفو (الإنجليزية)